# كهف داخشتاين الجليدي
كهف داخشتاين الجليدي هو كهف عملاق على ارتفاع 1455 مترا في جبال الألب يقع في منطقة سالزكامرغوت النمساوية على بعد دقائق قليلة من بلدة أوبرتراون، بالقرب من بلدة هالشتات المدرجة على قائمة اليونسكو للتراث العالمي. يبلغ طول الكهف الـ2000 متر، وعمقه الـ70 مترا، يحتوي على 13.000 مترا مكعبا من الجليد بمساحة 5000 متر مربع، ويبلغ سمك الجليد في بعض أجزائه الـعشرين مترا، كما هو الحال في ما يعرف بقبة تريستان. وتشير تحليلات علم الطلع إلى أن الجليد عمره حوالي الـ 500 سنة.

## تاريخ
وفقًا لرواية شعبية غير مؤكدة، اكتشف الكهف صياد من المنطقة اسمه بيتر أوبرتراونر عام 1897 وهو يبحث عن مواش مفقودة، ومن المحتمل مع ذلك أن الكهف كان معروفًا للسكان المحليين قبل ذلك بوقت طويل. وفي 17 يوليو 1910 تمكن مستكشفو الكهوف حنا وهيرمان بوك من برنو وجورج لانر من لينز من اختراق الكهف بشكل أعمق بعد اجتياز مع يعرف الهاوية الجليدية العظيمة، ولهذولذا يعتبر ذلك اليوم تاريخ الاكتشاف الرسمي.
بدأ تنظيم الجولات المصحوبة بمرشدين في عام 1912، وفي عام 1928 زوّد الكهف بالإضاءة الكهربائية، وافتتح له مدخل جديد في عام 1952.

## السياحة
من الممكن زيارة الكهف في أشهر الصيف، وتستغرق الزيارة حوالي الساعة، ومن أهم معالمها ما يعرف بـ«كنيسة الجليد» و«قلعة غريل»، وينصح بارتداء ملابس دافئة ونعال غير قابلة للانزلاق. ويوجد في الوادي أيضا كهف ماموث داخشتاين وكهف كوبنبرولر المتاحة زيارتهما.

## محمية طبيعية
تخضع الكهوف في النمسا من حيث المبدأ لقوانين صارمة لحماية الطبيعة، وقد أعلن هذا الكهف عام 1973 واحدا من «الآثار الطبيعية» بموجب المدخل رقم ND 597 من سجل الحفاظ على الطبيعة (OÖ-63 أوبرتراون). تقع المنطقة في قلب موقع الشتات/داخشتاين/سالزكامرغوت المدرج على قائمة اليونسكو للتراث العالمي، وهي مدرجة أيضا في قائمة المواقع الطبيعية المحمية الأوروبية.

## وصلات خارجية
- موقع إدارة الكهف الرسمي
- موقع الجمعية المساحية
- موقع صندوق أصدقاء عالم كهوف داخشتاين
- جولة افتراضية - صور 360 درجة لكهوف داتشستين الجليدية (على foto360.at)